# 松井奏
松井 奏（まつい みなと、2000年9月2日 - ）は日本の歌手、俳優、タレントであり、男性アイドルグループ・IMP.のメンバー。
千葉県出身。TOBE所属。

## 来歴
2012年6月にジャニーズ事務所に入所し、ジャニーズJr.として活動する。2016年にはジャニーズJr.内ユニット・Classmate Jのメンバーとしても活動する。
2020年10月16日放送の『ミュージックステーション2時間SP』で結成が発表された7人組ジャニーズJr.内ユニット・IMPACTorsのメンバーに選ばれる。
2022年10月、初の外部舞台『アンコール!』でミュージカル初主演を務める。
2023年5月25日、ジャニーズ事務所を退所する。7月14日、旧IMPACTorsのメンバー全員でTOBEに合流し、アイドルグループ・IMP.のメンバーとして活動することを発表した。

## 出演
個人での出演のみ記載。グループとしての出演はClassmate J#出演、ジャニーズJr.解散グループ (2000年以降)#IMPACTors、IMP.#出演を参照。

### テレビ番組
- テストの花道 ニューベンゼミ（2017年4月3日 - 2018年3月26日、NHK Eテレ）[11]
- サタふく（2021年7月24日[12] - 2023年3月25日、福島テレビ） - 「IMPACTors 松井奏の衝撃! FUKUSHIMA」コーナー[13]
- BSN水曜見ナイト（2024年10月16日 - 、BSN） - 「行ってみナイトみなとくん」コーナー[14][15]

### テレビドラマ
- 先に生まれただけの僕（2017年10月14日-12月16日、日本テレビ） - 相田修 役[16]
- 熱愛プリンス（2025年3月7日 - 4月25日 、毎日放送） - 主演・昴流 役（杢代和人とダブル主演）[17]

### 舞台
- JOHNNYS' ALL STARS IsLAND（2016年12月3日 - 2017年1月24日、帝国劇場）[18]
- 滝沢歌舞伎ZERO（2019年4月10日 - 5月19日、新橋演舞場）[19]
- ABC座 ジャニーズ伝説2019（2019年10月7日 - 29日、日生劇場）[20]
- Endless SHOCK 20th Anniversary（2020年2月4日 - 2月26日[注 1]、帝国劇場）[22]
- Endless SHOCK -Eternal-（2020年9月15日 - 10月12日、梅田芸術劇場メインホール）[23]
- Endless SHOCK -Eternal-（2021年2月4日 - 3月31日、帝国劇場）[24]
- アンコール!（2022年10月14日 - 28日、草月ホール / 11月1日 - 3日、COOL JAPAN PARK OSAKA TTホール） - 主演・カミト 役[10]

### 映画
- 滝沢歌舞伎 ZERO 2020 The Movie（2020年12月4日）[25]
- Endless SHOCK（2021年2月1日）[26]
- 遺書、公開。（2025年1月31日） - 赤崎理人 役[2][27]

### 広告
- 森永製菓「inゼリー ランニング・チャレンジキャンペーン」（2021年3月 - ） - アンバサダー[28]